# Chasmia orthellioides
Chasmia orthellioides är en tvåvingeart som beskrevs av M. Josephine Mackerras 1971. Chasmia orthellioides ingår i släktet Chasmia och familjen bromsar. Inga underarter finns listade i Catalogue of Life.